# Parafia Matki Bożej Królowej Polski w Wyszkowie-Rybienku Leśnym
Parafia Matki Boskiej Królowej Polski w Wyszkowie-Rybienku Leśnym – parafia rzymskokatolicka należąca do dekanatu radzymińskiego, diecezji warszawsko-praskiej, metropolii warszawskiej Kościoła katolickiego.
Parafia powstała 1 sierpnia 1975 z parafii Świętego Idziego w Wyszkowie. Kościół został zbudowany w latach 1926–1932 z drewna w stylu zakopiańskim. Mieści się przy ul. Władysława Broniewskiego 1, na osiedlu Rybienko Leśne.
Do parafii należą wierni z następujących miejscowości: Drogoszewo, Ślubów (tylko Grądy) i część Wyszkowa.

## Duszpasterstwo
Przy parafii swoją działalność prowadzą: Akcja Katolicka, Bielanki, chór, Ruch Światło-Życie, Totus Tuus, zespół muzyczny, Żywy Różaniec, Duszpasterstwo Młodzieży.